# Повстання в Уральській та Тургайській областях
Повстання в Уральській та Тургайській областях — антиколоніальне повстання в 1869 (або в 1868—1869 роках)  в Російській імперії, на території сучасного Казахстану. Очолили повстання великі казахські родоначальники.
Причиною повстання стало невдоволення місцевого населення «тимчасовим становищем» про управління степовими областями, що передбачало збільшення оподаткування, обмеження мусульманського духовенства та місцевої знаті(султанів) у правах та докорінні зміни у соціально-духовній сфері суспільства. Повстання почалося в 1869, його рушійною силою стали кочові скотарі, при цьому в ньому брали участь всі верстви кочового соціуму.
27 березня 1869 року оренбурзькому генерал-губернатору було повідомлено про те, що місцеві племена обрали своїх ватажків, щоб вони очолили самостійну владу в областях. Приєднатися казахів до повстання спонукала християнізація регіону. У ході повстання на території сучасного Казахстану в останній чверті XIX сформувалися «національно-релігійний» та «західний» напрямки розвитку казахського суспільства.
Заколот охопив значний простір від річки Емби на північ та південь. У період з березня по червень було здійснено 41 набіг на маєтки біїв, султанів та місцевих старшин.